# Taulantis
Els taulantis (en llatí taulantii, en grec antic ταυλάντιοι) eren un poble preromà d'Il·líria, situats a la mar Adriàtica, a la regió de Dirràquium i Epidamne.
Antigament havien estat una tribu poderosa segons Tucídides, amb els seus propis reis, com ara Glàucies, però més endavant van quedar subjectes al regne d'Il·líria, i quasi no existien al temps de la conquesta romana. En parlen Flavi Arrià, Pomponi Mela, Titus Livi i Plini el Vell. Aristòtil explica que tenien un mètode propi per preparar l'hidromel a partir de la mel.